# Giacomo Puccini (senior)
Giacomo Puccini   (Celle dei Puccini, 1712 (<26 de gener de 1712) - Lucca, 16 de maig de 1781) Jacopo o Giacomo Puccini va ser un compositor italià del segle XVIII que va viure i va treballar principalment a Lucca, Toscana. Va ser el primer de cinc generacions de compositors, el més famós dels quals va ser el seu besnét, el compositor d'òpera Giacomo Puccini.

## Biografia
Puccini va estudiar a Bolonya amb Giuseppe Carretti, que va ser maestro di cappella a la Basílica de San Petronio. A Bolonya Puccini es va fer amic de Padre Martini. Després de tornar a Lucca el 1739, va exercir com a organista a la catedral i més tard, Maestro di Cappella a la Sereníssima República. Puccini va pertànyer a l'Accademia Filarmonica de Bolonya i va ser un professor hàbil.
El seu estil musical incorporava elements tant del barroc com dels primers períodes clàssics. Puccini era conegut com un excel·lent organista. Va escriure moltes obres dramàtiques i sagrades, inclòs un Te Deum per a quatre veus i instruments, un Domine per a quatre veus, misses i escenaris de salms. Entre 1733 i 1780, Puccini va escriure 31  servizi ecclesiastici per a la festa anual de l'Exaltació de la Santa Creu (Festa della Esaltazione della Santa Croce). Algunes de les obres de Puccini, inclosa una processional motet a vuit veus, es va continuar interpretant almenys fins a principis del segle xix. A l'Exposició Musical de Viena de 1892 es va interpretar un rèquiem a vuit veus de Puccini, juntament amb la música del seu fill Antonio, net. Domenico i el besnét Michele. Va ser el professor del compositor d'òpera Pietro Alessandro Guglielmi.
Jacopo Puccini va ser alumne de Caretti a Bolonya, després es va establir a Lucca com a organista de San Martino (1739-1772) i director de la Cappella Palatina (1739-1781). Va ser nomenat membre de l'Accademia Filarmonica de Bolonya (1743).
Jacopo Puccini és el pare d'Antonio Puccini (1747-1832), l'avi de Domenico Puccini (1772-1815), el besavi de Michele Puccini (1813-1864) el qual va ser el pare de Giacomo Puccini (1858-1924), el famós compositor d'òpera (Tosca, Madame Butterfly, etc.).

## Obres
- 17 misses
- 10 Te Deum
- 11 Magníficat
- 78 Salms
- 12 Lamentacions
- 22 motets.

També va escriure peces dramàtiques per a les eleccions municipals de Lucca.